# Château du Belvédère (Allemagne)
Pour les articles homonymes, voir Château du Belvédère (homonymie) et Belvédère.
Le château du Belvédère est un château situé à Weimar en Allemagne. Il fut construit de 1724 à 1732 pour le compte de Ernest-Auguste Ier de Saxe-Weimar-Eisenach.
Aujourd'hui, il abrite une partie des collections d'art de Weimar, avec de la porcelaine et de la faïence, des meubles et des peintures du XVIIIe siècle.
En tant que résidence d'été, ses jardins, aménagés à la française en 1728-1748, étaient un équipement essentiel. Après 1811, une grande partie des jardins a été modifiée pour se conformer au style de jardin paysager anglais. Une aile de l'Orangerie contient une collection de voitures historiques.